# Mapoye
Mapoye (Mapoyo, Yahuana, Wanai, Nepoye), pleme američkih Indijanaca porodice Cariban naseljeno na sjeveru države Amazonas i Bolívar u Venezueli uz rijeku Suapure, oko 100 kilometara sjeverno od grada La Urbana. Mapoye su gotovo iščezli, a na njihov teritorij prodrli su susjedni Piaroa Indijanci. Populacija im 1977. (Migliazza) iznosi oko 120, od čega svega dvojica govore materinskim jezikom; 200 (1975. Gaceta Indigenista). 

## Mali rječnik
engleski... francuski... mapoyo.... hrvatski
- one... un...	tóskena... jedan
- two... deux...	sakane... dva
- three...trois... tominiakeré... tri
- man... homme... tokomo... čovjek
- head... tete... uastari... glava
- eye... oeil... xeneyonuru... oko
- sun... soleil... kátun... sunce
- moon... lune... nuna... mjesec
- water...eau... tuna... voda
- corn... mais... oxonai... kukuruz

## Vanjske poveznice
- Mapoyo Indian Language
- Los últimos Wanai (Mapoyos), contribución al conocimiento de otro pueblo amerindio que desaparece[neaktivna poveznica]